# Butzenhof (Nainhof-Hohenfels)
Butzenhof, eine Wüstung im Truppenübungsplatz Hohenfels, war ein Ortsteil der Gemeinde Nainhof-Hohenfels im ehemaligen Landkreis Parsberg.

## Geographische Lage
Das Dorf lag im oberpfälzischen Jura der Südlichen Frankenalb etwa 3 km südöstlich von Pöllnricht und 1,5 km östlich von Hohenfels auf ca. 448 m über NHN.

## Geschichte
Die Ansiedelung erscheint in den Salbüchern der Herrschaft Hohenfels um 1400/10 als „Putzenhofen“ mit drei Höfen, um 1494/1500 mit sechs Anwesen und 1567 mit 4 Höfen und drei Gütern. Um 1600 ist „Butzenhofen“ im Kartenwerk von Christoph Vogel unter dem Amt Hohenfels verzeichnet. Gegen Ende des Alten Reiches, um 1800, bestand Butzenhofen nach wie vor aus sieben Anwesen und einem gemeindlichen Hirtenhaus.
Im Königreich Bayern wurde um 1810 der Steuerdistrikt Unterödenhart gebildet und 1811 zum Landgericht Parsberg gegeben. Diesem gehörten die Dörfer bzw. Einöden Unterödenhart, Aicha, Butzenhofen (die Namensform „Butzenhof“ erscheint amtlich erstmals 1871), Machendorf, Oberödenhart, Pöllnricht und Sichendorf an. Mit dem zweiten bayerischen Gemeindeedikt von 1818 entstand daraus die Ruralgemeinde Unterödenhart, zu der 1884 noch die Einöde Mehlhaube hinzukam.
Als 1938 ein Wehrmachtsübungsplatz in der Oberpfalz errichtet wurde, musste die Gemeinde Unterödenhart und damit auch das Dorf Butzenhof abgesiedelt werden und ging 1944 offiziell im Heeresgutsbezirk Hohenfels auf. 1950 lebten dort wieder 16 Bewohner, allerdings in Notunterkünften, die sie im Herbst 1951 in kurzer Frist verlassen mussten, als der US-Truppenübungsplatz Hohenfels errichtet wurde. In ihm wurde Butzenhof zur Wüstung, in der untertägige mittelalterliche und frühneuzeitliche Befunde als Bodendenkmäler gelten. Im Zuge der Gebietsreform in Bayern wurde das Gebiet des „alten“ Truppenübungsplatzes am 1. Oktober 1970 dem Markt Hohenfels angeschlossen.

### Einwohner- und Gebäudezahlen
- 1830: 47 Einwohner in „Butzenhofen“, 7 Häuser[11]
- 1838: 54 Einwohner (8 Häuser)[12]
- 1867: 67 Einwohner (16 Gebäude in „Putzenhofen“)[13]
- 1871 46 Einwohner (17 Gebäude in „Butzenhof“; Großviehbestand 1873: 2 Pferde, 57 Stück Rindvieh)[14]
- 1900: 51 Einwohner (9 Wohngebäude)[15]
- 1925: 61 Einwohner (9 Wohngebäude)[16]
- 1950: 16 Einwohner in Notwohngebäuden[17]

### Kirchliche Verhältnisse
Der Weiler gehörte seit altersher (so um 1600) zur katholischen Pfarrei St. Ulrich zu Hohenfels im Bistum Regensburg, wohin die Kinder auch zur katholischen Schule gingen.